# Muskiz
Muskiz è un comune spagnolo di 6 558 abitanti situato nella comunità autonoma dei Paesi Baschi.